# 力皇猛
力皇 猛（りきおう たけし、本名：井上 猛（いのうえ たけし）、1972年12月20日 - ）は、日本の元男性プロレスラー、元大相撲力士で実業家。血液型B型。奈良県桜井市出身。愛称は「リキ」、「リキさん」。力士時代の四股名は力櫻 猛（読み同じ）。最高位は西前頭4枚目。

## 来歴

### 大相撲時代
桜井東中学校時代は野球部に所属していたが、当時二子山部屋の部屋付き親方だった鳴戸親方（元横綱・隆の里）から熱心に勧誘され、二子山部屋に鳴戸の内弟子として入門した。1988年3月場所に本名で初土俵を踏むが、同期には曙（後に第64代横綱）、貴乃花（後に第65代横綱）、若乃花（後に第66代横綱）、魁皇（後に大関）、和歌乃山（後に小結）など多くの強豪力士がおり、「花の六三組」と称された。
1989年2月に鳴戸親方が二子山部屋から分家独立して鳴戸部屋を創設した際、鳴戸部屋に移籍した。力櫻自身は二子山部屋への残留を希望したこともあり、移籍後は師匠の厳しい指導方法に反発し、ことあるごとに鳴戸親方とは対立した。幕下時代には門限に遅れたことを叱責されて自分で髷を切り落としたほどであった。
1996年7月場所、ライバルながら仲良しだった琴龍と共に新入幕を果たす。これにより、戦後初となる奈良県出身の幕内力士となった。腕力が強く強烈な上手投げを打つ豪快な取り口で、将来は三役も嘱望された。しかし幕内8場所目の1997年9月場所前、交際女性の話を巡って、師匠や女将らと対立し大喧嘩の末、自ら鳴戸部屋を飛び出してしまう。その1997年9月場所は、自身最高位の前頭4枚目まで昇進しながら、初日から全休だった（当初は肝機能障害による病気の理由で休場届を提出していた）。その後、部屋には戻ることもなくそのまま24歳で角界から引退した。一説には、力櫻が自ら破門を申し入れ、鳴戸親方もそれに応じる形で引退届を提出したともいわれる。それゆえに、引退の記者会見が行われることもなかった。なお力櫻の断髪式は鳴戸親方らは出席せず、相撲関係者の有志がそれぞれ集まった上で行われ、最後の止め鋏を入れたのは元大関の小錦八十吉の佐ノ山親方（現・KONISHIKI）であった。

### プロレス時代
廃業から1年後の1999年8月、全日本プロレスに入門。2000年3月11日、後楽園ホールでのバトルロイヤルで井上猛の名でプレデビューする。5月28日、同い年で親友の魁皇と武双山も応援に駆け付けるなか、後楽園ホールで力皇猛のリングネームで正式デビュー。
2000年6月にプロレスリング・ノア旗揚げに参加し、小橋建太をリーダーに同期で小橋の付き人・小林健太（現：KENTA）らと（新生）バーニングというチームを結成した。この時期から、小橋が力皇にかけた「チェンジ・ザ・ボディー」という言葉を合言葉にして肉体改造を試み、相撲時代からのアンコ型の体型からお腹の出ていない引き締まった体型になった。小橋が膝の手術で長期欠場に入ると三沢光晴率いるWAVEに加入した。
2001年4月18日、日本武道館でのZERO-ONE旗揚げ第2戦において、小川のシュートマッチ対策として三沢のパートナーに抜擢され、小川直也&村上和成組に勝利し評価を上げる。打たれ強さを活かし、小川や村上の顔面への打撃を受けきり、三沢がバックドロップホールドで村上からフォールを取った瞬間も、場外で小川から完全にマウントポジションをとって、打撃を放っていた。
同年森嶋猛とのタッグチーム「WILD II」を結成する。2002年2月17日、日本武道館大会で「WILD II」として大森隆男&高山善廣組を倒し、GHCタッグ王座を戴冠。しかし、9月23日の日本武道館大会で齋藤彰俊&秋山準組に敗れ、GHCタッグ王座を失った。
2004年半ば頃、オリジナルの必殺技「無双」を開発した。この技を駆使し、11月27〜28日の札幌メディアパークスピカでのヘビー&ジュニアヘビー・ミックスド・タッグ・2デイズ・トーナメントに丸藤正道と組んで出場し決勝に進出。決勝では小橋&KENTA組と対戦、小橋を無双で破り優勝した。
2005年3月5日、日本武道館大会で小橋を破り第7代GHCヘビー級王座を戴冠。9月18日には日本武道館大会で三沢に勝利し防衛に成功する。しかし、11月5日の日本武道館大会で田上明に敗れ、4度目の防衛に失敗した。この年、2005年度プロレス大賞殊勲賞を獲得している。
2006年1月22日、曙太郎と組み、小橋&泉田純至組から合体技『リキボノ・スプラッシュ63』で泉田純至を2人で押しつぶし、曙が泉田からフォール勝ちを収めた。
2007年4月1日、秋山準とのタッグで森嶋・モハメド・ヨネ組に勝利。第14代GHCタッグ王座に就くも、8月14日から頸椎損傷のため大会を欠場、出場していたGHCヘビー級選手権次期挑戦者決定リーグ戦は、モハメド・ヨネ戦に勝利した試合以外は全て不戦敗となってしまった。
2008年2月28日、秋山とのタッグで田上・泉田組を相手に復帰戦を行った。
2009年1月、モハメド・ヨネと新軍団ディスオベイを結党。6月14日、三沢死去の翌日に行われた博多スターレーン大会のメインイベントで潮崎豪とGHCヘビー級選手権を戦うが敗北。12月6日にはヨネとのタッグで森嶋&佐々木健介組を破り、GHCタッグ王者となる。
2010年4月14日、バイソン・スミス&キース・ウォーカー組に敗れ、GHCタッグ王座から陥落。5月、新日本プロレスIWGPヘビー級王者の真壁刀義に挑戦を表明。6月19日のIWGPヘビー級タイトル挑戦が決定したものの、その後ヘルニアの発症による欠場を発表し、タイトル戦をキャンセルした。
2011年11月27日、ノア有明大会にリングに上がり、重度の頚椎ヘルニアが完治しないため年内で現役引退を発表。
2012年7月22日にノア初進出となる両国国技館において「力皇猛引退セレモニー大会」と題して興行が行われ、全試合終了後に力皇の引退セレモニーが華々しく執り行われた。今後の去就として、翌23日付でGHCタイトル管理委員に就任することも発表された。

### 引退後
2013年12月5日、奈良県天理市でラーメン店「麺場力皇」をオープン。 プロレス引退後、店のオープン1年前から燕三条ラーメンの人気店として有名な新潟県燕市のラーメン店「潤 燕総本店」に弟子入りしてラーメン修業をしていた。2014年10月には、東京ラーメンショー2014に参加して関東に初出店した。

## 人物
- デビュー前、元力士（関取）であるという理由で小橋からエドモンド井上というリングネームを命名されそうになったが、拒否した。
- 大相撲時代はオレンジ色の廻しを締めることが多かった。
- 甘党である。「週刊プロレス」の選手名鑑コーナーにある好きな食べ物の欄には「シュークリーム」、「プリン」、「メロンパン」と書かれている。
- ラグビーファンである。

## 大相撲時代の成績等

### 主な成績
- 通算成績：307勝248敗20休 勝率.553
- 幕内成績：54勝51敗15休 勝率.514
- 現役在位：58場所
- 幕内在位：8場所
- 各段優勝
  - 十両優勝：2回（1996年1月場所、1996年5月場所）

### 場所別成績
| | 一月場所 初場所（東京） | 三月場所 春場所（大阪） | 五月場所 夏場所（東京） | 七月場所 名古屋場所（愛知） | 九月場所 秋場所（東京） | 十一月場所 九州場所（福岡） |
| --- | ----------------------- | ----------------------- | ----------------------- | --------------------------- | ----------------------- | --------------------------- |
| 1988年 （昭和63年） | x                       | （前相撲）              | 西序ノ口17枚目 4–3      | 東序二段127枚目 4–3         | 東序二段93枚目 3–4      | 東序二段114枚目 7–0         |
| 1989年 （平成元年） | 東三段目101枚目 3–4     | 西序二段17枚目 4–3      | 西三段目93枚目 4–3      | 東三段目71枚目 4–3          | 西三段目52枚目 3–4      | 東三段目67枚目 1–1–5        |
| 1990年 （平成2年） | 西序二段8枚目 3–4       | 東序二段34枚目 5–2      | 西三段目97枚目 6–1      | 東三段目42枚目 3–4          | 東三段目61枚目 3–4      | 西三段目76枚目 6–1          |
| 1991年 （平成3年） | 東三段目25枚目 2–5      | 東三段目50枚目 5–2      | 西三段目21枚目 5–2      | 西幕下56枚目 4–3            | 東幕下43枚目 6–1        | 東幕下19枚目 3–4            |
| 1992年 （平成4年） | 東幕下26枚目 3–4        | 西幕下34枚目 6–1        | 東幕下14枚目 4–3        | 西幕下8枚目 5–2             | 西幕下2枚目 3–4         | 東幕下7枚目 4–3             |
| 1993年 （平成5年） | 東幕下4枚目 3–4         | 東幕下7枚目 4–3         | 西幕下3枚目 5–2         | 東十両12枚目 6–9            | 東幕下2枚目 3–4         | 西幕下5枚目 3–4             |
| 1994年 （平成6年） | 東幕下9枚目 4–3         | 東幕下5枚目 4–3         | 西十両13枚目 8–7        | 東十両12枚目 8–7            | 東十両9枚目 7–8         | 東十両11枚目 9–6            |
| 1995年 （平成7年） | 東十両8枚目 8–7         | 東十両7枚目 9–6         | 東十両4枚目 10–5        | 西十両2枚目 5–10            | 東十両7枚目 9–6         | 西十両2枚目 4–11            |
| 1996年 （平成8年） | 東十両9枚目 優勝 10–5   | 西十両4枚目 9–6         | 西十両3枚目 優勝 12–3   | 西前頭14枚目 9–6            | 西前頭9枚目 6–9         | 東前頭15枚目 8–7            |
| 1997年 （平成9年） | 西前頭13枚目 8–7        | 東前頭12枚目 6–9        | 西前頭15枚目 8–7        | 東前頭12枚目 9–6            | 西前頭4枚目 引退 0–0–15 | x                           |
| 各欄の数字は、「勝ち-負け-休場」を示す。 優勝 引退 休場 十両 幕下 三賞：敢=敢闘賞、殊=殊勲賞、技=技能賞 その他：★=金星 番付階級：幕内 - 十両 - 幕下 - 三段目 - 序二段 - 序ノ口 幕内序列：横綱 - 大関 - 関脇 - 小結 - 前頭（「#数字」は各位内の序列） |                         |                         |                         |                             |                         |                             |

- 1989年1月場所の番付では序二段東44枚目にランクされていたが、これは番付編成上のミスだったため[3]、三段目最下位格で土俵にあがった。

### 幕内対戦成績
| 力士名 | 勝数 | 負数 | 力士名   | 勝数 | 負数 | 力士名   | 勝数 | 負数 | 力士名   | 勝数 | 負数 |
| ------ | ---- | ---- | -------- | ---- | ---- | -------- | ---- | ---- | -------- | ---- | ---- |
| 蒼樹山 | 2    | 0    | 安芸乃島 | 1    | 0    | 朝乃翔   | 2    | 1    | 朝乃若   | 2    | 2    |
| 旭豊   | 2    | 0    | 小城錦   | 1    | 2    | 巌雄     | 3    | 3    | 北勝鬨   | 3    | 3    |
| 旭鷲山 | 0    | 2    | 旭道山   | 0    | 2    | 久島海   | 1    | 0    | 剣晃     | 1    | 1    |
| 五城楼 | 3    | 0    | 琴稲妻   | 2    | 2    | 琴ノ若   | 1    | 0    | 琴別府   | 3    | 0    |
| 琴龍   | 0    | 5    | 小錦     | 2    | 2    | 敷島     | 2    | 4    | 大至     | 3    | 1    |
| 大翔鳳 | 1    | 0    | 大飛翔   | 3    | 1    | 寺尾     | 2    | 0    | 土佐ノ海 | 1    | 0    |
| 栃東   | 1    | 2    | 栃乃洋   | 1    | 1    | 栃乃和歌 | 1    | 3    | 浪乃花   | 1    | 1    |
| 濱ノ嶋 | 0    | 4    | 肥後ノ海 | 2    | 1    | 舞の海   | 2    | 0    | 三杉里   | 0    | 1    |
| 水戸泉 | 0    | 1    | 湊富士   | 3    | 3    | 大和     | 2    | 1    |          |      |      |

### 改名歴
- 井上 猛（いのうえ たけし）1988年3月場所
- 二子桜 猛（ふたござくら - ）1988年5月場所 - 1989年1月場所
- 力桜 猛（りきおう - ）1989年3月場所 - 1993年5月場所
- 力櫻 猛（りきおう - ）1993年7月場所 - 1997年9月場所

## 得意技
相撲で行かした実績を持ち、恵まれたゴツい体格を武器に自慢の怪力を生かしたオリジナル技の無双をはじめ、ノアでは滅多に見られないパワーファイターでもあった。

### フィニッシュ・ホールド
無双
向かい合った相手の右脇に頭を潜り込ませて相手の腹部に右腕を回し、胴体を抱え込み、相手の背中の方に回した左手で相手の右腿を内側から抱え込み、相手の体をリフトアップして相手に体を浴びせかけるように高角度で前のめりに倒れ込み、相手の背中から体重を浴びせながら落とす変形ロックボトムで落下させた相手の背中を叩きつける。
力皇のオリジナル必殺技。名前の由来は力皇の親友でもある武双山の名前と、「世の中に二つと無い」という意味の言葉の無双をかけたもの。
無双・改
上記無双のアレンジとして開発。
相手の背後に自身の体を回り込ませて背中の方から相手の左脇に頭を潜り込ませて相手の背中を右腕で抱え込み、体をブリッジさせて相手を後方へと反り投げて後頭部や背中を叩きつける。
裏・無双
上記無双のアレンジとして開発。
相手を表裏逆にしてかける無双。
相手の背後に自身の体を回り込ませて背中の方から相手の左脇に頭を潜り込ませて相手の背中を右腕で抱え込み、相手の正面へと回した左手で相手の左腿を内側から掬い上げて相手の体をリフトアップして前のめりに倒れ込み、うつ伏せの状態で落下させた相手の体を叩きつける。
GHCヘビー級選手権試合小橋建太との試合にて一度だけ披露。
天下無双
変形の喉輪式無双。
向かい合った相手の喉を右手で鷲掴みにして左手で掴んで持ち上げた相手の右腕を自身の首の後ろに回し、相手の背中の方に回した左手で相手の右腿を内側から抱え込み、相手の体をリフトアップして相手に体を浴びせかけるように前のめりに倒れ込み、落下させた相手の背中を叩きつける。
2007年7月15日、日本武道館大会のGHCタッグ選手権試合で川畑輝鎮にこの技で勝利。

### 打撃技
張り手
顔面へ大きく振りかぶって見舞う。左右の腕で交互に数発連発し、続けてラリアットを敢行するパターンもある。
突っ張り
相撲の経験を生かした強烈さが持ち味。ビンタ気味に繰り出すタイプでは一撃でグロッキー状態にすることも珍しくない。
ぶちかまし
相撲の応用技。頭から相手の腹部辺りに体当たりする。ここ一番で出すこともあり、小橋を倒し第7代GHCヘビー級王者になった時は、フィニッシュの無双の直前に繰り出しリング中央付近から一気にコーナーポストへと押しやった。
ラリアット
パワーを利したタックルのようなランニング式と腕力を駆使したショートレンジ式を使う。ショートレンジ式は大きく振りかぶって打つ張り手を数発打ってからのコンビネーションで使用することもある。

### 投げ技
高角度パワーボム
ターンバックルに打ち付けるパワーボムも敢行したことがある。
ブレーンバスター
下記のベアハッグからの以降以外の通常のブレーンバスターも用いる。
合掌捻り
相撲の合掌捻りのように相手の顔を両手で挟み、左右に大きく揺らしてから真上へ持ち上げ背面からマットへ投げ捨てる。どちらかというと「徳利投げ」の体勢に近い。
ベアハッグブレーンバスター
ベアハッグから相手の首を抱え、相手の腕を自分の首に掛けるように持ち替えながらブレーンバスターを放つ。力皇の定番技。
ベアハッグDDT
ベアハッグから相手の首を抱えるように持ち直し、DDTのように脳天から落としていく技。

### 関節技・絞め技
ベアハッグ
上記の投げ技の項目にある通り、力皇は、ここからの派生技が多い。

### 飛び技
ダイビングボディプレス
曙太郎とのタッグでは、曙を背負うような体勢で二人がかりで放つ「リキボノスプラッシュ64」という合体ボディプレス技に本技が応用された。

## 入場テーマ曲
- A Passage In Time / Authority Zero

## タイトル歴
プロレスリング・ノア
GHCヘビー級王座
- 第7代（防衛3回）

GHCタッグ王座
- 第4代（防衛4回） w/森嶋猛
- 第14代（防衛3回） w/秋山準
- 第19代（防衛2回） w/モハメド・ヨネ

2デイズ・タッグ・チーム・トーナメント
- 優勝（2004年）w/丸藤正道

プロレス大賞
- 2000年 新人賞
- 2005年 殊勲賞